# Andreas Ihle
Andreas Ihle (ur. 2 czerwca 1979) – niemiecki kajakarz, trzykrotny medalista olimpijski.
Na igrzyskach startował czterokrotnie (IO 2000, IO 2004, IO 2008, IO 2012), na trzech olimpiadach sięgając po medale na dystansie 1000 m. Pierwszy - srebrny - wywalczył w Atenach w czwórce. Po drugi - złoty - sięgnął w Pekinie w dwójce (w parze z Martinem Hollsteinem). Trzeci - brązowy - zdobył w Londynie w dwójce (również w parze z Martinem Hollsteinem). Ma w dorobku pięć medali mistrzostw świata, wywalczonych w latach 2001-2006, w tym jeden złoty (2001, K-4 1000 metrów).